# Montanhas Jemalverdi
As Montanhas Jemalverdi (em turco: Cemalverdi Dağları) são uma cadeia de montanhas na Turquia, no ponto zero da fronteira provincial de Muxe e Are. No tempo do Reino de Urartu, eram chamadas Aduri (Adduri). Estão localizadas no leste da bacia de Manzicerta e formam a fronteira oriental da planície de Manzicerta.